# Manami Hashimoto
Manami Hosokawa (細川 愛実, Hosokawa Manami), née le 8 août 1984 à Yamagata (Japon), est une actrice japonaise,.

## Filmographie sélective

### Cinéma
- 2019 : La Fille des enfers (地獄少女, Jigoku Shōjo?) de Takahiro Omori
- 2019 : Masquerade Hotel (マスカレード・ホテル, Masukaredo Hoteru?, litt. « Hôtel Mascarade ») de Masayuki Suzuki
- 2021 : The Fable (ザ・ファブル?) de Kan Eguchi